# Biagio Izzo
Biagio Izzo (Napoli, 13 novembre 1962) è un attore, comico, cabarettista, commediografo e conduttore televisivo italiano.

## Biografia
Nato a Napoli, è cresciuto nella zona vesuviana, tra Ercolano e Portici da Maria, casalinga, e Raffaele, muratore e in seguito vicedirettore dell'Inail. 
In gioventù ha svolto diversi mestieri, tra cui il muratore, il fabbro e l’imbianchino.
Nel 1983 ha formato un duo comico con un altro cabarettista, Ciro Maggio, la coppia si chiamava "Bibì & Cocò". Il duo era famoso nell'ambiente partenopeo grazie alle comparsate sulle emittenti televisive locali, e per la produzione di musicassette con brani comico-demenziali. Questa popolarità li portava ad essere chiamati ad esibirsi molto spesso durante le cerimonie nuziali di molte coppie napoletane, spesso presenziando in più cerimonie durante la stessa giornata.
Ha poi raggiunto il successo con TeleGaribaldi, sull'emittente regionale campana Canale 9, e successivamente con Pirati e Pirati Show, su TeleNapoli34, ma si era già fatto conoscere a livello nazionale con il programma Macao, condotto da Alba Parietti. In quel periodo dopo l'esperienza di TeleGaribaldi, aprì il "Cabaret Portalba" (ex Teatro Bruttini). 
Il suo debutto come attore arriva nel 1998, quando recita ne L'amico del cuore di Vincenzo Salemme. Nei primi anni 2000 è stato anche presente nei cinepanettoni con Boldi e De Sica: Body Guards - Guardie del corpo (2000), Merry Christmas (2001), Natale sul Nilo (2002), Natale in India (2003), e ha partecipato spesso a Buona Domenica.
Da lì in poi, vi è l'ascesa cinematografica e televisiva di Izzo. Infatti, le sue presenze su grande schermo si sono intensificate sempre più. Nel 2004, ha partecipato al film In questo mondo di ladri, insieme a Carlo Buccirosso e Ricky Tognazzi, sotto la regia di Carlo Vanzina. Nel 2005 prende parte al film Cose da pazzi, insieme a Vincenzo Salemme e Maurizio Casagrande, sotto la regia dello stesso Salemme. Nel 2007 ha ottenuto la sua prima conduzione a livello nazionale, essendo al comando del programma Stasera mi butto, insieme a Caterina Balivo (con cui ha condotto l'anno successivo Miss Italia nel mondo).  Torna a lavorare con Massimo Boldi nel film Matrimonio alle Bahamas (2007) e nello stesso anno prende parte al film Ci sta un francese, un inglese e un napoletano con la regia di Eduardo Tartaglia.
Nel 2008 ha fatto parte del cast del programma Volami nel cuore, ed è tornato a lavorare con Massimo Boldi nel film La fidanzata di papà. Intraprende anche una carriera teatrale, sempre di carattere comico, in cui lo si vede sotto la regia di Claudio Insegno e Pino Insegno in: Tutto per Eva, solo per Eva; C'è un uomo nudo in casa; Due comici in Paradiso; Il re di New York; Una pillola per piacere; Un tè per tre; Guardami guardami; Tutti con me; Esse o esse e Come un cenerentolo, tutte opere scritte da Bruno Tabacchini e Biagio Izzo.
Nel 2010 è nel cast fisso del programma di Rai 2 Il più grande (italiano di tutti i tempi), condotto da Francesco Facchinetti. Nello stesso anno torna a collaborare con Eduardo Tartaglia nel film La valigia sul letto. Nel 2012 affianca Paola Perego nel programma di Rai 1 Attenti a quei due - La sfida. Sempre nel 2012 affianca Maurizio Casagrande e Pino Insegno nel film Una donna per la vita, e inoltre Massimo Boldi e Maurizio Mattioli nel film TV Natale a 4 zampe.
Il 31 dicembre 2014 è ospitato da Gigi D'Alessio nel suo programma dedicato al Capodanno, Capodanno con Gigi D'Alessio. Dal 13 aprile 2015 prende parte come concorrente alla seconda edizione del programma Si può fare!, con la conduzione di Carlo Conti su Rai 1, dove risulta il vincitore. Nel 2019 entra nel cast di  Made in Sud su Rai 2, condotto da Stefano De Martino e Fatima Trotta ed entra anche nel cast fisso di Stasera tutto è possibile. Partecipa inoltre, come capitano di squadra, a La sai l’ultima? su Canale 5, condotta da Ezio Greggio.
Nel settembre 2021 partecipa  alla undicesima edizione di Tale e quale show arrivando ultimo; nelle tre edizioni seguenti viene chiamato a duettare con Gabriele Cirilli, Francesco Paolantoni e Massimo Bagnato. Prende inoltre parte al film I fratelli De Filippo con la regia di Sergio Rubini, nel ruolo di Vincenzo Scarpetta. Nel 2023 torna nuovamente a collaborare con Eduardo Tartaglia nel film C'è di nuovo la valigia sul letto. Nel 2024 lavora con la regia di Gianluca Mattei e Mario Sanzullo nella pellicola Dobbiamo stare vicini, al fianco di Francesco Paolantoni e Paolo Conticini. Collabora inoltre con il regista Paolo Sorrentino nel film Parthenope, in concorso al Festival di Cannes 2024.
Recita nello stesso anno  con Alessandro Siani e Leonardo Pieraccioni in Io e te dobbiamo parlare.

## Procedimenti giudiziari
Nel marzo del 2018 viene indagato per turbativa d'asta: secondo l'accusa, nel 2015 l'attore avrebbe cercato di acquistare tramite un prestanome un'auto e una moto che gli erano state pignorate. Nell'ottobre del 2020 Izzo viene rinviato a giudizio e l'inizio del processo viene fissato per il 6 febbraio 2021. Nel febbraio del 2023 il processo a carico del comico si estingue per intervenuta prescrizione.

## Filmografia

### Cinema

Biagio Izzo nel film Body Guards - Guardie del corpo (2000)

- Quel ragazzo della curva B, regia di Romano Scandariato (1987)
- L'amico del cuore, regia di Vincenzo Salemme (1998)
- Annaré, regia di Ninì Grassia (1998)
- Besame mucho, regia di Maurizio Ponzi (1999)
- Amore a prima vista, regia di Vincenzo Salemme (1999)
- L'uomo della fortuna, regia di Silvia Saraceno (2000)
- Body Guards - Guardie del corpo, regia di Neri Parenti (2000)
- Merry Christmas, regia di Neri Parenti (2001)
- Blek Giek, regia di Enrico Caria (2001)
- Volesse il cielo!, regia di Vincenzo Salemme (2002)
- Amore con la S maiuscola, regia di Paolo Costella (2002)
- Natale sul Nilo, regia di Neri Parenti (2002)
- Natale in India, regia di Neri Parenti (2003)
- Le barzellette, regia di Carlo Vanzina (2004)
- In questo mondo di ladri, regia di Carlo Vanzina (2004)
- Cose da pazzi, regia di Vincenzo Salemme (2005)
- Matrimonio alle Bahamas, regia di Claudio Risi (2007)
- Ci sta un francese, un inglese e un napoletano, regia di Eduardo Tartaglia (2007)
- L'allenatore nel pallone 2, regia di Sergio Martino (2008)
- Piacere Michele Imperatore, regia di Bruno Memoli (2008)
- Un'estate al mare, regia di Carlo Vanzina (2008)
- La fidanzata di papà, regia di Enrico Oldoini (2008)
- Un'estate ai Caraibi, regia di Carlo Vanzina (2009)
- Io & Marilyn, regia di Leonardo Pieraccioni (2009)
- Alta infedeltà, regia di Claudio Insegno (2010)
- La valigia sul letto, regia di Eduardo Tartaglia (2010)
- Box Office 3D - Il film dei film, regia di Ezio Greggio (2011)
- Matrimonio a Parigi, regia di Claudio Risi (2011)
- Una donna per la vita, regia di Maurizio Casagrande (2012)
- Fuga di cervelli, regia di Paolo Ruffini (2013)
- All'improvviso un uomo, regia di Claudio Insegno (2015)
- Effetti indesiderati, regia di Claudio Insegno (2015)
- Matrimonio al Sud, regia di Paolo Costella (2015)
- Come saltano i pesci, regia di Alessandro Valori (2016)
- Un Natale al Sud, regia di Federico Marsicano (2016)
- Gramigna, regia di Sebastiano Rizzo (2017)
- Tiro libero, regia di Alessandro Valori (2017)
- I peggiori, regia di Vincenzo Alfieri (2017)
- Natale da chef, regia di Neri Parenti (2017)
- Achille Tarallo, regia di Antonio Capuano (2018)
- Natale a 5 stelle, regia di Marco Risi (2018)
- Lockdown all'italiana, regia di Enrico Vanzina (2020)
- I fratelli De Filippo, regia di Sergio Rubini (2021)
- C'è di nuovo la valigia sul letto, regia di Eduardo Tartaglia (2023)
- Dobbiamo stare vicini, regia di Gianluca Mattei e Mario Sanzullo (2024)
- Parthenope, regia di Paolo Sorrentino (2024)
- Io e te dobbiamo parlare, regia di Alessandro Siani (2024)

### Televisione
- Un posto al sole – soap opera (1997)
- Anni '50, regia Carlo Vanzina – miniserie TV (1998)
- Domani è un'altra truffa, regia di Pier Francesco Pingitore – film TV (2006)
- Di che peccato sei?, regia di Pier Francesco Pingitore – film TV (2007)
- Natale a 4 zampe, regia di Paolo Costella – film TV (2012)

## Teatro
- Tutto per Eva solo per Eva, regia di Pino Insegno (2004)
- C'è un uomo nudo in casa (2006)
- Due comici in paradiso, regia di Claudio Insegno (2007)
- Il re di New York, regia di Claudio Insegno (2008)
- Una pillola per piacere (2009)
- Un tè per tre (2010)
- Guardami guardami, regia di Claudio Insegno (2011)
- Tutti con me (2012)
- Esse o esse (2013, 2024)
- Come un cenerentolo (2014)
- L'amico del cuore (2015)
- Bello di papà, regia di Vincenzo Salemme (2016)
- Dì che ti manda Picone, regia di Giuseppe Miale di Mauro (2017)
- Autovelox, regia di Giuseppe Miale di Mauro (2018, 2024)
- I fiori del latte, regia di Giuseppe Miale di Mauro (2018)
- Tartassati dalle tasse, regia di Eduardo Tartaglia (2019)
- Due vedovi allegri, regia di Carlo Buccirosso (2021)
- Balcone a tre piazze di Mirko Setaro e Francesco Velonà, regia di Pino L'abbate (2023-2024)
- L'arte della truffa di Augusto Fornari, Toni Fornari, Andrea Maia, Vincenzo Sinopoli, regia di Augusto Fornari (2024-in corso)
- Finché giudice non ci separi di Augusto Fornari, Toni Fornari, Andrea Maia, Vincenzo Sinopoli, regia di Augusto Fornari (2025)

## Programmi TV
- Macao  (Rai 2, 1997-1998)
- Convenscion (Rai 2, 2001)
- Buona Domenica (Canale 5, 2001-2004)
- Ballando con le stelle (Rai 1, 2006) – concorrente
- Stasera mi butto (Rai 1, 2007)
- Miss Italia nel mondo (Rai 1, 2008-2009)
- Attenti a quei due - La sfida (Rai 1, 2012)
- Colorado - 'Sto classico (Italia 1, 2012)
- Si può fare! (Rai 1, 2015) – concorrente vincitore
- Bring the noise (Italia 1, 2016)
- Music Quiz (Rai 1, 2017) – concorrente della quarta puntata
- Made in Sud (Rai 2, 2019-2020)
- Stasera tutto è possibile (Rai 2, dal 2019)
- La sai l'ultima? - Digital Edition (Canale 5, 2019)
- Tale e quale show (Rai 1, 2021) – concorrente
- Tale e quale show (Rai 1, 2022-2024) – guest star
- Affari tuoi - Speciale (Rai 1, 2025)